# Proterogyrinus
A Proterogyrinus a négylábúak (Tetrapoda) főosztályának egyik korai, fosszilis neme.

## Tudnivalók
A karbon korban a kétéltűszerűek uralták a vizes élőhelyek partjait, számos fajt kialakítva, de ezek a partoktól távolabbra már nem merészkedtek. Emiatt újabb állatok alakultak ki, a hüllőszerűek (Reptiliomorpha), amelyek az eddig ki nem használt, táplálékban gazdag belső szárazföldeket vették uralmuk alá, de a szaporodáshoz vissza kellett térjenek a mocsarakba. A Proterogyrinus is egy ilyen állat volt.
A Proterogyrinus, élőhelyének a legnagyobb állata volt, és jól alkalmazkodott a nedves karbon kori erdőkhöz. Körülbelül 359-299 millió évvel éltek ezelőtt. Csúcsragadozóként egyaránt vadászott vízben és szárazon. Erős állkapcsaival és éles fogaival elég nagy zsákmányállatokat is el tudott ejteni. Áldozatai között szerepelnek a halak, óriás ízeltlábúak, kétéltűek és hüllők.
Az állat alakra nagyon hasonlított rokonaira és a nagyobb kétéltűszerűekre, mint amilyenek a Crassigyrinus és az Eryops. Testhossza körülbelül 2,5 méter volt.
A Proterogyrinus jó úszó volt, gyorsan úszva a tavakban, folyókban és mocsarakban, melyek a síkság erdeit körülvették. Azonkívül, hogy a valódi kétéltűeknek elérhetetlen helyeken vadászhatott, így elkerülve a vetélkedést, a Proterogyrinus védelemből is kijött a szárazra. A vizekben, nála nagyobb ragadozó halak is éltek.

## Rendszerezés
A nembe az alábbi 2 faj tartozik:
- Proterogyrinus pancheni Smithson, 1986
- Proterogyrinus scheelei Romer, 1970 - típusfaj